# Cremnosterna alternans
Cremnosterna alternans är en skalbaggsart som beskrevs av Stefan von Breuning 1943. Cremnosterna alternans ingår i släktet Cremnosterna och familjen långhorningar.
Artens utbredningsområde är Burma. Inga underarter finns listade i Catalogue of Life.